# Нагрудний знак Збройних Сил України «За знищення ворожої бронетехніки»
Нагрудний знак Збройних Сил України «За знищення ворожої бронетехніки» встановлений наказом Головнокомандувача Збройних Сил України від 5 травня 2022 року № 130 «Про нарукавні відзнаки та нагрудні знаки Збройних Сил України за знищення (захоплення) ворожої техніки», що вніс зміни до наказу від 23 грудня 2021 року № 411 «Про почесні нагрудні знаки Головнокомандувача Збройних Сил України». Нагрудний знак був встановлений на тлі повномасштабної військової агресії Російської федерації з метою заохочування військовослужбовців Збройних Сил України, що відзначились на полі бою знищенням або захопленням ворожої бронетехніки. Цим же наказом були встановлені: нарукавна відзнака Збройних Сил України «За знищення ворожої бронетехніки», нагрудний знак Збройних Сил України «За знищення ворожої авіаційної техніки», нарукавна відзнака Збройних Сил України «За знищення ворожої авіаційної техніки».

## Опис
Нагрудний знак Збройних Сил України «За знищення ворожої бронетехніки» виготовляється з оксидованого жовтого та білого металу і являє собою овальний медальйон чорної емалі, обрамлений бронзовим вінком з дубового листя. Вгорі вінок вінчає рельєфний військовий Тризуб. У центрі відзнаки міститься рельєфна накладка білого металу у вигляді перехрещених мечів, в перехресті яких розміщено профільне рельєфне зображення російського танка Т-90 «Владімір».
У нижній частині вінок перехоплено чорною емалевою стрічкою з пружкою білого металу. Посеред стрічки рельєфна мішень з білого металу. Розмір відзнаки 45 х 35 ± 1 мм. Загальна товщина відзнаки 7 ± 1 мм. Кріплення відзнаки — два вертикально розміщені цангові затискачі.